# Myrmeleon noacki
Myrmeleon noacki är en insektsart som beskrevs av Ohm 1965. Myrmeleon noacki ingår i släktet Myrmeleon och familjen myrlejonsländor. Inga underarter finns listade i Catalogue of Life.